# 흰줄박이박쥐
흰줄박이박쥐(Platyrrhinus lineatus)는 주걱박쥐과(신세계잎코박쥐과)에 속하는 박쥐의 일종이다. 남아메리카의 브라질 남부와 동부 지역, 파라과이, 우루과이, 아르헨티나 북부, 볼리비아, 페루, 에콰도르, 콜롬비아, 프랑스령 기아나, 수리남에서 발견된다.